# Amatori Hockey Lodi 1972
Questa voce raccoglie le informazioni riguardanti l'Amatori Hockey Lodi nelle competizioni ufficiali della stagione 1972.

## Maglie e sponsor
| 1ª divisa |